# ۱۰۵۶ (قمری)
۱۰۵۶ (قمری)، هزار و پنجاه و ششمین سال در گاهشماری هجری قمری است. اول محرم این سال برابر با هفدهم فوریه سال ۱۶۴۶ میلادی است.